# Cast in Steel
Cast in Steel é o décimo álbum de estúdio da banda norueguesa A-ha,que foi lançado no dia 4 de setembro de 2015 pela We Love Music e Polydor, duas semanas antes de se apresentarem no Rock in Rio, no dia 27 de setembro.
É o primeiro álbum do A-ha a usar o logotipo original da banda desde Memorial Beach, de 1993, e o primeiro álbum a ser produzido por Alan Tarney desde Stay On These Roads (1988). 
Após o lançamento de seu nono álbum de estúdio, Foot of the Mountain, a banda anunciou que iria se separar. Em 2015, porém, a banda anunciou que iria se reunir para um período de dois anos e lançar Cast in Steel, seguido por uma turnê mundial para promover o álbum.
No dia 30 de junho de 2015 a banda lançou um novo single, "Under the Makeup", o primeiro desse álbum.
O álbum “Cast in Steel” foi lançado em quatro formatos: Vinil, Standard CD, Deluxe Edition / Double CD (álbum duplo) e Fanbox Edition / Double CD (álbum duplo). Nas versões Double CD e Fanbox Edition / Double CD contém outras músicas que ficaram de fora da versão simples, como a inédita "The End Of The Affair".

## Faixas
1. "Cast In Steel"
2. "Under The Makeup"
3. "The Wake"
4. "Forest Fire"
5. "Objects In The Mirror"
6. "Door Ajar"
7. "Living At The End Of The World"
8. "Mythomania"
9. "She’s Humming A Tune"
10. "Shadow Endeavors"
11. "Giving Up The Ghost"
12. "Goodbye Thompson"
13. "The End Of The Affair"*
14. "Mother Nature Goes To Heaven" (Original Version)*
15. "Nothing Is Keeping You Here" (Original Version)*
16. "Shadowside" (Demo Version)*
17. "Start The Simulator" (Stereophonic Mix)*
18. "Foot Of The Mountain" (Mark Saunders Remix)* * Faixas não incluídas na versão Standard CD